# Bryum macounii
Bryum macounii là một loài Rêu trong họ Bryaceae. Loài này được Kindb. mô tả khoa học đầu tiên năm 1909.